# Manacus
A Manacus a madarak osztályának verébalakúak (Passeriformes) rendjébe és a piprafélék (Pipridae) családjába tartozó nem.

## Rendszerezésük
A nemet Mathurin Jacques Brisson francia ornitológus írta le 1760-ban, jelenleg az alábbi 4 faj tartozik ide:
- fehérnyakú barátpipra (Manacus candei)
- barátpipra (Manacus manacus)
- tüzesnyakú barátpipra (Manacus aurantiacus)
- aranyvörös pipra (Manacus vitellinus)

## Előfordulásuk
Mexikó déli részén, Közép-Amerika és Dél-Amerika területén honosak. A természetes élőhelye szubtrópusi és trópusi síkvidéki esőerdők és cserjések. Állandó, nem vonuló fajok.

## Megjelenésük
Testhosszuk 9,5-12 centiméter közötti.

## Életmódjuk
Kisebb gyümölcsökkel és rovarokkal táplálkoznak.

## További információ
- Képek az interneten a nembe tartozó fajokról